# Liste der Kernkraftwerke in Afrika

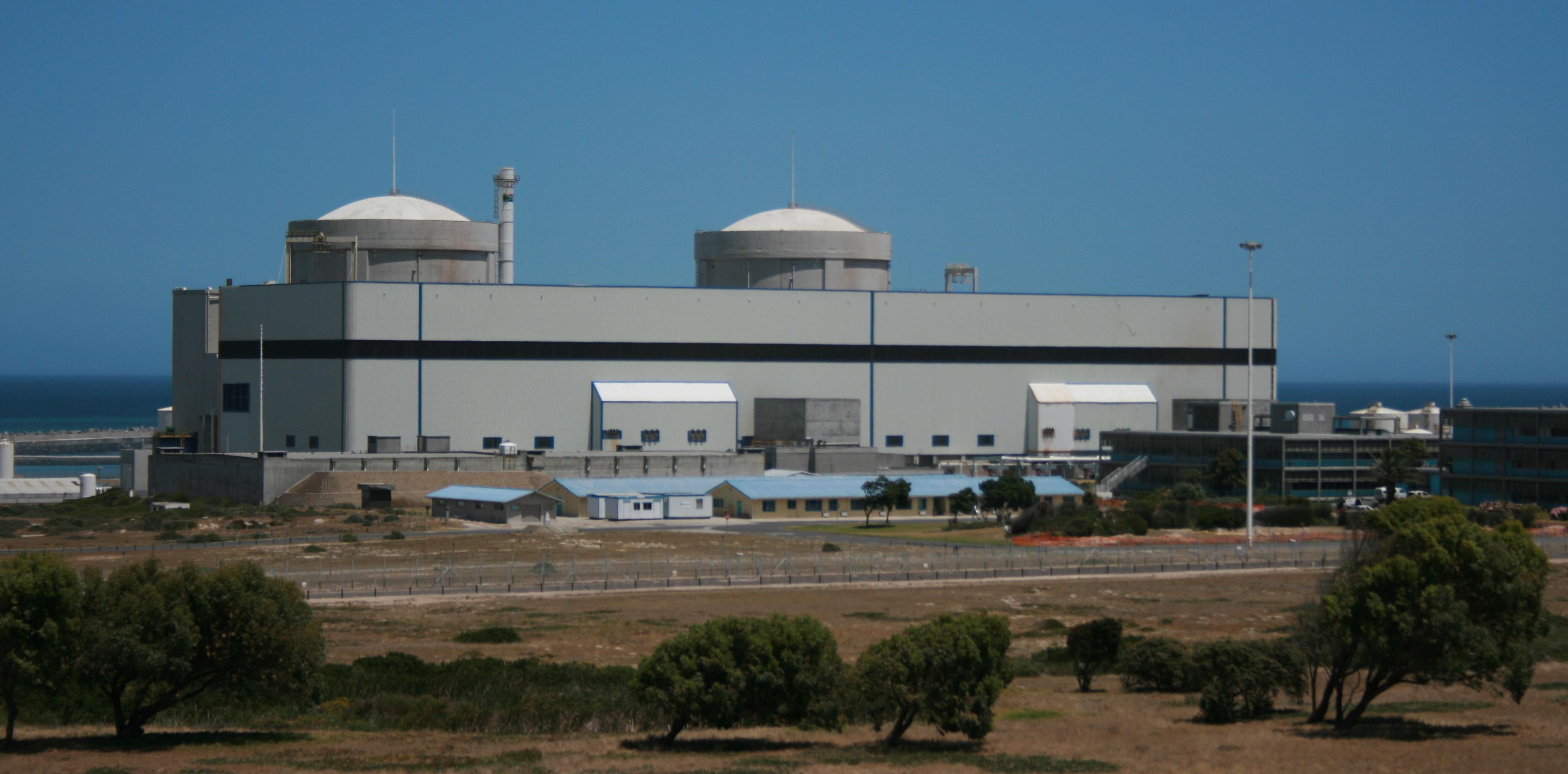
Kernkraftwerk Koeberg

Dies ist eine Liste der Kernkraftwerke in Afrika. In Afrika gibt es (Stand Mai 2018) ein Kernkraftwerk (in Südafrika) mit zwei Reaktoren. Kernkraftwerke befinden sich in verschiedenen Planungs- oder Bauphasen in Ägypten, Algerien, Libyen, Marokko, Namibia (siehe Liste von Kraftwerken in Namibia), Nigeria, Sudan und Tunesien.

## Ägypten
In Ägypten ist der erste von vier geplanten Blöcken in El Dabaa 300 km nordwestlich von Kairo im Bau.
| Name     | Block | Reaktortyp | Modell    | Status           | Netto- leistung in MW | Brutto- leistung in MW | Inbetrieb- nahme (geplant) | Abschal- tung | Einspeisung in TWh |
| -------- | ----- | ---------- | --------- | ---------------- | --------------------- | ---------------------- | -------------------------- | ------------- | ------------------ |
| El Dabaa | 1     | PWR        | WWER-1200 | Im Bau seit 2022 |                       | 1200                   |                            |               |                    |
| El Dabaa | 2     | PWR        | WWER-1200 | In Planung       |                       | 1200                   |                            |               |                    |
| El Dabaa | 3     | PWR        | WWER-1200 | In Planung       |                       | 1200                   |                            |               |                    |
| El Dabaa | 4     | PWR        | WWER-1200 | In Planung       |                       | 1200                   |                            |               |                    |

## Libyen
In Libyen war der konkrete Bau eines Kernkraftwerkes geplant.
| Name | Block | Reaktortyp | Modell   | Status                     | Netto- leistung in MW | Brutto- leistung in MW | Inbetrieb- nahme (geplant) | Abschal- tung | Einspeisung in TWh |
| ---- | ----- | ---------- | -------- | -------------------------- | --------------------- | ---------------------- | -------------------------- | ------------- | ------------------ |
| Sirt | 1     | PWR        | WWER-440 | Planungen 1984 eingestellt | 408                   | 440                    |                            |               |                    |
| Sirt | 2     | PWR        | WWER-440 | Planungen 1984 eingestellt | 408                   | 440                    |                            |               |                    |

## Südafrika
In Südafrika gibt es (Stand Mai 2018) das einzige Kernkraftwerke auf dem afrikanischen Kontinent.
| Name                       | Block | Reaktortyp | Modell                 | Status     | Netto- leistung in MW | Brutto- leistung in MW | Inbetrieb- nahme | Abschal- tung (geplant) | Einspeisung in TWh |
| -------------------------- | ----- | ---------- | ---------------------- | ---------- | --------------------- | ---------------------- | ---------------- | ----------------------- | ------------------ |
| Koeberg                    | 1     | PWR        | Framatome CP1          | in Betrieb | 930                   | 970                    | 04.04.1984       | (14.08.2024)            | 198,71 (2018)      |
| Koeberg                    | 2     | PWR        | Framatome CP1          | in Betrieb | 930                   | 970                    | 25.07.1985       | (15.11.2025)            | 193,58 (2018)      |
| Thyspunt oder Duynefontein | 1     | PWR        | WWER-1200 oder CAP1400 | geplant    | 1300                  |                        | 2037–2041        |                         |                    |
| Thyspunt oder Duynefontein | 2     | PWR        | WWER-1200 oder CAP1400 | geplant    | 1300                  |                        | 2037–2041        |                         |                    |
| Thyspunt oder Duynefontein | 3     | PWR        | WWER-1200 oder CAP1400 | geplant    | 1300                  |                        | 2037–2041        |                         |                    |
| Thyspunt oder Duynefontein | 4     | PWR        | WWER-1200 oder CAP1400 | geplant    | 1300                  |                        | 2037–2041        |                         |                    |
| Thyspunt oder Duynefontein | 5     | PWR        | WWER-1200 oder CAP1400 | geplant    | 1300                  |                        | 2037–2041        |                         |                    |
| Thyspunt oder Duynefontein | 6     | PWR        | WWER-1200 oder CAP1400 | geplant    | 1300                  |                        | 2037–2041        |                         |                    |
| Thyspunt oder Duynefontein | 7     | PWR        | WWER-1200 oder CAP1400 | geplant    | 1300                  |                        | 2037–2041        |                         |                    |
| Thyspunt oder Duynefontein | 8     | PWR        | WWER-1200 oder CAP1400 | geplant    | 1300                  |                        | 2037–2041        |                         |                    |